# Український Національний Комітет (підпільна організація)
Український Національний Комітет (УНК) — дисидентська підпільна організація, що діяла в період 1957-1962 рр. на території Львівської та Рівненської областей. Дослідники надають суперечливі дані щодо окремих деталей її діяльності.

## Юрій Зайцев про УНК
Досить потужна підпільна організація діяла наприкінці 50-х — на початку 60-х років у Львові, яку було створено 1957 р. Об'єднувала вона переважно молодих робітників. З вищою освітою був чи не єдиний Микола Мелех, учитель, який закінчив філологічний факультет Львівського університету. Організації дали назву Український національний комітет. Ініціаторами її створення, а відтак і керівниками були термітчик Львівського заводу алмазних інструментів Богдан Грицина та слюсар-інструментальник заводу медичного обладнання Іван Коваль (він відповідав за службу безпеки). Програма УНК була розрахована на 10 років і передбачала підготовку свідомих патріотів з тим, щоб посилати їх у східну Україну для піднесення національної свідомості населення, відродження нації. Планувалося у кожному районі поселити принаймні одного члена УНК для організаційної та пропагандистської роботи. Це завдання видається не таким вже й нереальним, якщо зважити на те, що у 1961 р. в організації налічувалося близько 170 членів. Лише у судовому процесі над 20 чільними учасниками УНК свідками виступали 150 осіб. Частина підпільників залишилися невиявленими.
Окремі учасники УНК вже мали за плечима досвід підпільної діяльності. Зокрема, багаторічним членом ОУН був Василь Сорока, на Закерзонні перебував в УПА Олекса Теглівець, встигли відбути ув'язнення Мирослав Йовчак та Шат Кузик. 1950 р., натхненні подвигами старших, 14-16-річні хлопці села Куткір Буського району на Львівщині Роман Гурний, Павло Климчак, Василь Кіндрат та Омелян Хом'якевич утворили молодечу групу. Одним із своїх завдань поставили покарати голову колгоспу, колишнього сотенного УПА, за «здачу» своєї сотні НКДБ. Але голова колгоспу залишився живий, а хлопці згодом виїхали до Львова на навчання та працю. Набутий у подібний спосіб досвід дозволив членам УНК досить довго уникати провалу.
Всі члени організації мали облікові картки, на яких проставлявся присвоєний кожному номер. У них відповідним штампиком відмічалася сплата членських внесків. Наприклад, наближений до проводу УНК Роман Гурний збирав внески у 30 підпільників. На початковому етапі головним було накопичення сил і коштів. Адже для створення друкарні, а тим більше на делегування пропагандистів для проживання на сході України потрібні були чималі гроші. Розростання організації ускладнювало керування нею, багато зусиль витрачалося на заспокоєння тих членів, котрі готові були негайно кидатися у бій за волю України, навіть зі зброєю в руках. Але такий поворот подій програмою не передбачався.
Одним із засобів реалізації основної мети вважалося створення таємної друкарні, в якій можна було б продукувати летючки та літературу, зокрема з історії та економіки України, зосереджуючи увагу на славних сторінках боротьби народу за незалежність та висвітлюючи можливості самостійного економічного існування нашої країни.
Будівництво схрону для друкарні здійснювали брати Григорій та Олекса Зельмани, а робітник державної друкарні Антін Каспришин діставав шрифт. 18 липня 1961 р. Сорока приніс на квартиру Гурного, який з дружиною і донькою мешкав у Кривчицях, чергову партію друкарського шрифту. Його розклали за літерами і занотували зроблене. Ввечері Коваль забрав шрифт. А вдосвіта наступного дня прибіг знову і сказав, що помітив за собою «хвіст». Вирішили, що здалося, але того ж дня на робочих місцях заарештували Грицину, Коваля і Володимира Ґнота. О другій годині ночі вдерлися до хати Гурного. Під час обшуку дружина зуміла кинути у піч облікові картки і штампик. Та все ж було знайдено у щілині підлоги одну літеру друкарського шрифту і записи наявних літер. За кілька наступних днів «взяли» ще 15 чоловік, останнім — Омеляна Хом'якевича, наприкінці місяця. Усіх завезли у слідчу в'язницю КДБ на вул. Миру, 1.
Більшість арештантів під час п'ятимісячного слідства поводили себе мужньо. Грицина, Коваль, Гурний, Климчак, Кузик, Микола Мелех та інші відмовлялися допомагати слідству, не піддавалися на провокації, розпізнавали підсадних в'язнів, «не впізнавали» друзів на очних ставках.
Але слідчі мали про УНК досить повну інформацію. Згодом виявилося, що нею органи КДБ забезпечив викладач Львівського університету Кріль, братанич Грицини. Грицина робив на нього ставку як на майбутнього теоретика організації, редактора її видань. Тому й посвячував його у справи УНК, показав майбутню друкарню. Під час суду та очікування розстрілу в підземеллі Бриґідок Грицина кілька разів заявляв про зраду Кріля.
Від 2 до 26 січня 1962 р. у тісній кімнатці слідчої в'язниці Львівський обласний суд чинив розправу над двадцятьма членами УНК. У зв'язку з численністю організації на судову лаву посадили переважно тих, хто займався організаційною роботою, залученням нових членів. Побоюючись розголосу та демонстрацій, органи радянського «правосуддя» вирішили влаштувати «відкритий» процес у тюремному приміщенні. Зрозуміло, що жоден з друзів чи родичів підсудних не потрапив не лише на судові засідання, а й на оголошення вироку. Чотирьох обвинувачених засудили до страти: Богдана Грицину Івана Коваля, Романа Гурного та Володимира Ґнота. Причому двох останніх наприкінці слідства вмовили підписати «зізнання», що вони також були керівниками УНК, Гарантуючи, що суд цього до уваги не братиме. Шестеро осіб отримали по 15 років таборів суворого режиму (TCP). Це — Григорій Зельман, Мирон Йовчик, Павло Климчак, Гнат Кузик, Микола Мелех, Василь Сорока. Василь Кіндрат дістав 13 років TCP. Шістьох підпільників, а саме: Олексія Зельмана, Миколу Курила, Степана Покору, Олексу Теглівця, Омеляна Хом'якевича та Миколу Мельничука — засудили на 12 років таборів. Микола Машталєр та Олекса Мінько були покарані десятьма роками позбавлення волі. Антіна Каспришина ув'язнили на 5 років.
Відразу після оголошення вироку засуджених до розстрілу перевели у підвальні каземати слідчої тюрми на вулиці Чапаева (колишні Бриґідки). Гурний згадує: «Обстригли. У камері — два залізних забетонованих ліжка з трьома поперечними металевими штабами, між які провалюється тіло і майже не тримається тоненький як ковдра матрац. Між ліжками впритул — нерухома довбенька, що повинна б слугувати столом. Під стелею — сліпе подвійно заґратоване віконце. На металевих дверях кілька замків, скрегіт яких висвердлює мозок. У кутку — параша на ланцюгу. В ніші над дверима за решіткою цілодобово миготить азбукою Морзе електролампочка (залишишся живий — півроку миготітиме в очах). Чутка, що на страту забирають після обіду, перетворювала другу половину дня на додаткові тортури. І так — понад 90 днів». Коваль в очікуванні розстрілу оглух, Грицина важко захворів. Врешті, у пообідній час прийшла за Гурним велика група тюремників та офіцерів. Зупинили під стіною в кінці коридору. Полковник повільно, знущаючись, читає постанову Верховного суду. Нарешті дочитав: «…Заменить высшую меру наказания 15 годами заключения». Те саме оголосили Ґнотові. А Грицину та Коваля стратили. Так закінчилася спроба молодих львівських робітників поширити національно-державницькі ідеї на східні терени України.

## Борис Захаров про УНК
Український Національний Комітет (УНК) — підпільна націоналістична організація. Виникла у Львові 1956 р. за ініціативою молодих робітників Богдана Грицини та Івана Коваля. Активну діяльність УНК розпочав 1958 р., до цього в організації було вже щонайменше 57 осіб, майже всі — молоді робітники. Програма УНК була радикальніша від ОУН: повна національна незалежність, уряд має бути з етнічних українців, виселення неукраїнців з України, створення національної армії, ліквідація колгоспної системи та ін. Організація готувалася до широкої агітації, збиралася використовувати й легальні методи роботи, але мала намір піднімати збройне повстання, збирала зброю. На час викриття мала майже готову друкарню зі шрифтами.
Арешти розпочалися 19.07.1959 і тривали місяць. Перед судом постало 20 членів УНК. За вироком Б.Грицина та І.Коваль розстріляні, кару смерти Володимиру Ґноту і Романові Гурному касаційний суд замінив 15-ма р. ув'язнення. Павло Климчак, Гнат Кузик, Григорій Зельман, Микола Мелех, Василь Сорока, Мирон Йовчик засуджені на 15 р.; Олексій Зельман, Микола Мельничук, Василь Кіндрат, Микола Курило, Олексій Теглівець — на 12 р.; Олексій Менько, Микола Машталер, Омелян Хом'якевич — на 10 р.; Антон Каспришин — на 5 р.

## А.О.Корнейко про УНК
Послідовнішою була діяльність Українського національного комітету, який діяв на Львівщині в 1959—1961 рр. УНК мав досить високий рівень організаційної побудови, розгалужену мережу низових структурних ланок. Програма організації визначала форми і методи боротьби, висуваючи на перше місце пропагандистську діяльність, але залишаючи за собою право у виняткових випадках скористатися зброєю.

## Олег Бажан та Юрій Данилюк про УНК
Більш логічною і послідовною, на наш погляд, була діяльність «Українського національного комітету», навколо якого в 1956-1961 рр. об'єднались Богдан Грицина, Іван Коваль, Володимир Гнот, Павло Климчак, Роман Гурний, Гнат Кузик, Олексій Менько, Олексій Зельман, Григорій Зельман, Микола Мельничук, Микола Машталер та ін.
Останні хоча і не виключали можливості здійснення диверсійно-терористичних акцій, однак вважали їх далеко не першорядними.
«Український національний комітет» мав свою програму, статут, які також потребують критичних підходів. Зокрема, поділяючи програмні положення «УНК» щодо створення суверенної держави, не можна водночас погодитись з баченням мононаціонального характеру такої держави, яка б виключала співіснування всіх інших націй, що традиційно населяли Україну.
Досить декларативно виглядають в програмі також вимоги щодо проведення аграрної та правової реформи. Констатуючи необхідність їх здійснення, програма не розкриває змісту згаданих перетворень.
Необхідно відзначити, що «Український національний комітет» мав достатньо високий рівень організації. Наприклад, його учасники сформували свої низові ланки (районні проводи) в Рава-Руському, Городоцькому, Новояричівському районах, власну касу, членські картки, псевдоніми. За конспірацію в «УНК» відповідала спеціально утворена «Служба безпеки». В перспективі організація планувала розгорнути підпільну друкарню, видавати газету «Робітниче слово», іншу антирадянську літературу.

## Інші джерела
Про УНК згадує Михайло Горинь у статті «Про специфіку руху опору 60-70 років», а також А. М. Русначенко в праці «Національно-визвольний рух в Україні — середина 1950-х — початок 1990-х років». Існує збірка статей про УНК на сайті[недоступне посилання з липня 2019].